# یواس‌سی‌جی‌سی نورتویند (دبلیوای‌جی‌بی-۲۸۲)
یواس‌سی‌جی‌سی نورتویند (دبلیوای‌جی‌بی-۲۸۲) (به انگلیسی: USCGC Northwind (WAGB-282)) یک کشتی بود که طول آن ۲۶۹ فوت (۸۲ متر) بود. این کشتی در سال ۱۹۴۵ ساخته شد.